# Listă de filme braziliene din 2005
Aceasta este o listă de filme braziliene din 2005:

## Lista
| Titlu                          | Regizor       | Actori | Gen                  | Note                                                            |
| ------------------------------ | ------------- | ------ | -------------------- | --------------------------------------------------------------- |
| Achados e Perdidos             |               |        |                      |                                                                 |
| Alice                          |               |        |                      |                                                                 |
| Dois Filhos de Francisco       |               |        | Drama film biografic | Încasări de peste 14 milioane americani - un record în Brazilia |
| Cinema, Aspirins and Vultures  | Marcelo Gomes |        |                      | Prezentat la 2005 Cannes Film Festival                          |
| Crime Delicado                 |               |        | Drama                |                                                                 |
| O Amigo Dunor                  |               |        |                      |                                                                 |
| O Casamento de Romeu e Julieta |               |        |                      |                                                                 |
| Os Amantes                     |               |        |                      |                                                                 |